# Uloborus sexfasciatus
Uloborus sexfasciatus là một loài nhện trong họ Uloboridae.
Loài này thuộc chi Uloborus. Uloborus sexfasciatus được Eugène Simon miêu tả năm 1893.